# Präbiotika
Präbiotika  (auch Prebiotika) sind „Substrate, die selektiv von Wirtsmikroorganismen genutzt werden und einen gesundheitlichen Nutzen vermitteln.“ (Gibson et al., 2017).
Präbiotika gehören neben Probiotika zu den häufigsten Lebensmittelzusätzen. Die meisten potentiellen Präbiotika sind Kohlenhydrate, aber die Definition schließt nicht aus, dass auch Nicht-Kohlenhydrate als Präbiotika verwendet werden können. Sie stellen eine selektive Nahrungsgrundlage für Darmbakterien wie Laktobazillen und Bifidobakterien dar und können auf diese Weise gezielt die Zusammensetzung der Darmflora beeinflussen. So können sich potentiell Mikroorganismen mit einem gesundheitsfördernden Einfluss für den Menschen im Dickdarm anhäufen.
Für die Di-, Oligo- und Polysaccharide Inulin, Lactulose, Lactitol, Raffinose, Stachyose sowie weitere Fructane und Oligofructose wurden präbiotische Eigenschaften untersucht und nachgewiesen.
In Chicorée, Schwarzwurzeln, Topinambur, Yacon
und vielen anderen wenig oder gar nicht verarbeiteten pflanzlichen Lebensmitteln sind Präbiotika natürlich vorhanden. Industriell können Präbiotika aus unterschiedlichen Ausgangsstoffen hergestellt werden. Inulin und Oligofructose werden vorwiegend aus der Wurzelzichorie (Chicorée) gewonnen. Andere anerkannte Präbiotika wie Lactulose oder Galactooligosaccharide (GOS) werden hingegen aus Lactose (Milchzucker) hergestellt bzw. aus Milch isoliert.
In der Tierfütterung werden u. a. Oligofructide und Oligosaccharide als Präbiotika verwendet.
Durch die Kombination von Probiotika mit Präbiotika entstehen Synbiotika.